# Lenkau
Le lenkau est une des langues des îles de l'Amirauté, parlé par 250 locuteurs en  province de Manus, au sud-est de Rambutyo dans un village.
Ses locuteurs parlent également le titan et le penchal.